# Кривенська сільська рада (Підволочиський район)
Криве́нська сільська́ ра́да — адміністративно-територіальна одиниця та орган місцевого самоврядування в Підволочиському районі Тернопільської області. Адміністративний центр — село Криве.

## Загальні відомості
- Населення ради: 769 осіб (станом на 2001 рік)

## Населені пункти
Сільській раді були підпорядковані населені пункти:
- с. Криве

## Склад ради
Рада складалася з 12 депутатів та голови.
- Голова ради:
- Секретар ради: Валійон Оксана Григорівна

### Керівний склад попередніх скликань
| Прізвище, ім'я, по батькові  | Основні відомості                                                             | Дата обрання | Дата звільнення |
| ---------------------------- | ----------------------------------------------------------------------------- | ------------ | --------------- |
| Поладов Ельхан Фахраддінович | Сільський голова, 1974 року народження, освіта середня загальна, безпартійний | 26.03.2006   | 31.10.2010      |
| Поладов Ельхан Фахраддінович | Сільський голова, 1974 року народження, освіта середня загальна, безпартійний | 31.10.2010   | 24.02.2015      |

Примітка: таблиця складена за даними сайту Верховної Ради України

### Депутати
За результатами місцевих виборів 2010 року депутатами ради стали:

#### За суб'єктами висування
| Суб'єкт висування | Кількість обраних депутатів | %   |
| ----------------- | --------------------------- | --- |
| Самовисування     | 12                          | 100 |

#### За округами
| № округу | Прізвище, ім'я, по батькові       | Дата визнання обраним | Освіта             | Партійна приналежність | Відомості про обраного депутата                                    |
| -------- | --------------------------------- | --------------------- | ------------------ | ---------------------- | ------------------------------------------------------------------ |
| 1        | Барановський Данило Володимирович | 04.11.2010            | середня спеціальна | позапартійний          | тимчасово не працює                                                |
| 2        | Смоляк Лідія Любомирівна          | 04.11.2010            | середня спеціальна | позапартійна           | тимчасово не працює                                                |
| 3        | Качуряк Володимир Михайлович      | 04.11.2010            | середня спеціальна | позапартійний          | Скалат-ське КП, тракторист                                         |
| 4        | Намака Наталія Василівна          | 04.11.2010            | вища               | позапартійна           | Скалат-ське відділення Ощадбанку, завідувачка                      |
| 5        | Кузьо Галина Тадеївна             | 04.11.2010            | середня спеціальна | позапартійна           | Кривенська загальноосвітня школа, тех.працівник                    |
| 6        | Дудик Наталія Іванівна            | 04.11.2010            | середня спеціальна | позапартійна           | Кривенська загальноосвітня школа, сто-рож                          |
| 7        | Якубець Марія Михайлівна          | 04.11.2010            | середня спеціальна | позапартійна           | Підволочиський тер. центр обслуговування одино-ких, соц. працівник |
| 8        | Купецька Марія Йосипівна          | 04.11.2010            | середня спеціальна | позапартійна           | Кривенська загальноосвітня школа, тех.працівник                    |
| 9        | Скуба Надія Миколаївна            | 04.11.2010            | середня спеціальна | позапартійна           | пенсіонер                                                          |
| 10       | Валійон Оксана Григорівна         | 04.11.2010            | середня            | позапартійна           | Криве-нська сільська рада                                          |
| 11       | Голод Павло Богданович            | 04.11.2010            | середня спеціальна | позапартійний          | підприємець                                                        |
| 12       | Козак Оксана Степанівна           | 04.11.2010            | середня спеціальна | позапартійна           | Кривенський фельдшерсько-акушерський пункт, фельдшер               |